# Liste des sommets de Saint-Pierre-et-Miquelon
Cet article recense les sommets de Saint-Pierre-et-Miquelon.

## Liste

### Miquelon-Langlade
Sur Le Cap :
- Butte aux Berrys
- Le Calvaire

Sur Grande Miquelon :
- Butte Abondance
- Butte à Michel
- Butte à Saint-Jean
- Butte au Renard
- Grand Morne à Sylvain
- Le Chapeau
- Morne de Bellevue
- Morne de la Grande Montagne, point culminant de l'archipel avec 240 m
- Morne du Noroit de l'Étang aux Outardes
- Morne de la Presqu'Île
- Morne du Ruisseau Creux
- Morne de Suroit
- Mornes à Blondin
- Petits Mornes à Sylvain

Sur Langlade :
- Butte au Thé
- Butte de l'Anse à Ross
- Butte de Clotaire
- Butte de l'Est
- Butte des Fourches
- Butte des Nègres
- Cap aux Renards
- Couline à Franchesse
- Cuquemel
- Les Graves
- Montagne Noire
- Tête Pelée
- Tête du Cap aux Morts
- Tétons des Fourches

### Saint-Pierre
Sur l'île Saint-Pierre :
- Cap à la Vierge
- Pain de Sucre
- Tête de Galantry
- Le Trépied
- Vigie

Sur Pointe Blanche :
- Tête du Petit Havre